# Мо, Пер Ивар
Пер Ивар Мо (норв. Per Ivar Moe; род. 11 ноября 1944, Олесунн, Мёре-ог-Ромсдал) — норвежский конькобежец, серебряный призёр Олимпийских игр 1964 года на дистанции 5000 метров, чемпион мира в классическом многоборье 1965 года, серебряный призёр чемпионата Европы 1965 года и бронзовый призёр чемпионатов Европы 1964 и 1963 годов, чемпион Норвегии в классическом многоборье (1965), обладатель двух мировых рекордов для юниоров.

## Биография
В его детстве не было ничего особенного. Пер Ивар вырос в Лиллехаммере в простой семье. Его не баловали, но и не очень ругали. Ему было полгода, когда кончилась мировая война, так что драматические события и трудности миновали его. Вместе с товарищами играл и занимался спортом: на пустыре - футболом, на склонах гор - лыжами, на озерцах - коньками. В детские годы мать и отец требовали от него дисциплины. Часто ему казалось, что это жестоко.
Пер Ивар Мо вошёл в состав сборной Норвегии в апреле 1962 года. В 18 лет он выиграл бронзу на чемпионате Европы 1963 года. В 1964 году Пер Ивар Мо повторил это достижение. В этом же году он победил на чемпионате Норвегии, нарушив семилетнюю череду побед Кнута Йоханнесена. На Олимпиаде 1964 долгое время лидировал на дистанции 5000 метров с результатом 7 минут 38,6 секунд. Когда бежавший позднее Кнут Йоханнесен пересёк финишную прямую, ему показали время 7 минут 38,7 секунд, но вскоре результат был исправлен — 7 минут 38,4 секунд. В 1965 году Пер Ивар Мо победил на чемпионате мира и стал серебряным призёром на чемпионате Европы. В 1966 году после неудачного сезона он завершил занятия спортом, получил университетскую степень и стал работать в банковской сфере.

## Спортивные достижения
| Год  | Чемпионат Европы | ЧМ многоборье | Олимпийские игры      |
| ---- | ---------------- | ------------- | --------------------- |
| 1963 | 3                | 4e            |                       |
| 1964 | 3                | 5e            | 5000 м · 13e 10 000 м |
| 1965 | 2                | 1             |                       |
| 1966 | NS3              | 10e           |                       |

- NS3 = не стартовал на 3-й дистанции